# غلامرضا نعلچگر
رضا نعلچگر (زادهٔ ۳۰ فروردین ۱۳۳۷) بازیکن فوتبال ایرانی است که سابقه بازی در باشگاه فوتبال استقلال تهران را داشته‌است.
او در ۲۶ شهریور ۱۳۶۱ در جریان بازی استقلال با تهرانجوان، در دقایق پایانی بازی در اعتراض به داور این مسابقه (مرتضی زاهدی) به وی با مشت حمله کرد. هجوم تماشاگران به داخل زمین و ضرب و شتم داور باعث شد تا بازی که با نتیجه یک بر یک دنبال می شد، ناتمام بماند و فدراسیون بازی را سه بر صفر به سود تهرانجوان اعلام کرد. پس از این بازی نعلچگر شش ماه محروم شد.

## افتخارات
باشگاه فوتبال استقلال تهران
قهرمان جام باشگاه‌های آسیا ۹۱–۱۹۹۰
قهرمان جام باشگاه‌های تهران ۱۳۶۲
قهرمان جام باشگاه‌های تهران ۱۳۷۰
قهرمان جام بوردولوی ۱۳۶۹
قهرمان جام میلز ۱۳۶۹